# Ruta Estatal de Arizona 69
La Ruta Estatal de Arizona 69, y abreviada SR 69 (en inglés: Arizona State Route 69) es una carretera estatal estadounidense ubicada en el estado de Arizona. La carretera inicia en el Sur desde la I 17     en Cordes Lakes hacia el Norte en la SR 89     en Prescott. La carretera tiene una longitud de 54,5 km (33.87 mi).

## Mantenimiento
Al igual que las autopistas interestatales, y las rutas federales y el resto de carreteras estatales, la Ruta Estatal de Arizona 69 es administrada y mantenida por el Departamento de Transporte de Arizona por sus siglas en inglés ADOT.